# Hlasivo
Hlasivo település Csehországban, a Tábori járásban. Hlasivo Dolní Hrachovice, Jedlany, Řemíčov, Nová Ves u Mladé Vožice, Ratibořské Hory, Nemyšl és Mladá Vožice településekkel határos. Lakosainak száma 142 fő (2024. január 1.).

## Népesség
A település lakosságának változását az alábbi diagram mutatja:
| Lakosok száma | 761  | 724  | 621  | 378  | 266  | 174  | 159  | 152  | 141  | 142  |
|               | 1869 | 1890 | 1921 | 1950 | 1980 | 2001 | 2017 | 2019 | 2022 | 2024 |